# Mortal Kombat (gra komputerowa 2011)
Mortal Kombat – gra komputerowa z gatunku bijatyk wydana na konsole PlayStation 3, Xbox 360 i w kwietniu 2011 roku. Produkcją gry zajęło się studio NetherRealm Studios, a jej wydaniem Warner Bros Interactive Entertainment. W maju 2012 roku wydano port gry na konsolę PlayStation Vita, a w lipcu 2013 roku została wydana wersja na komputery osobiste.

## Rozgrywka
Mortal Kombat 9 jest ogromnym krokiem naprzód względem poprzednich części. Po niepopularnym systemie Kreate-a-fatality z Mortal Kombat Armaggedon i pozbawionych krwi fatality z Mortal Kombat vs DC Universe twórcy postanowili zrobić niezwykle brutalne wykończenia. Kontynuowano też pomysł z poprzedniej części na efekty wizualne ran odniesionych w walce, jednak także i przy tym całość jest znacznie brutalniejsza, np. przy postaci Kano przy dłuższej batalii widać, że jeden z policzków został zdarty i aż do białej kości widać szczękę. Z kolei u Strykera na kolanie pojawia się rana z której dynda kość.
Absolutną nowością są też ataki "X-ray". Polegają one na tym, iż po naładowaniu odpowiedniego paska można wykonać potężny cios, któremu towarzyszą rentgenowskie widoki obrażeń wewnętrznych, które jednak nie są przekładane na realne obrażenia. Przykładowo, Kabal może zręcznym wślizgiem połamać nogi oponenta a następnie z pomocą mieczy-haków połamać łopatki. Energia stosowana przy X-rayach może być też użyta do tzw. breakerów czyli przerwania wrogiej serii ciosów oraz wzmocnienia własnego ciosu specjalnego (co także jest nowością).
Kolejną nowością, a właściwie powrotem do dawnych gier, są walki w 2D (przy zachowaniu ogólnej techniki 3D).
Innymi trybami sprowadzonymi z poprzednich części są Test your might (ładowanie energii potrzebnej do przełamania różnych materiałów), Test your sight (gra w "trzy kubki") i zupełnie nowe Test your strike (jest to zmodyfikowana wersja Test your might – nie wystarczy naładować jak najwięcej energii. Nie może być jej ani za mało ani za dużo).
W grze powróciły także "Fatality" z MK2 i MK3.
Wprowadzono też tryb Challenge tower. Składa się on z 300 rozmaitych wyzwań, niektóre to np. Test your might/sight/strike czy walki na specjalnych warunkach.
Występuje tu także tryb gry 2 na 2, polegający na tym, iż zawodnicy wzajemnie zamieniają się w czasie walki. Mogą też razem tworzyć comba i współpracować pojedynczymi ciosami.

## Fabuła
Fabuła Mortal Kombat 9 opowiada o tym, co się działo w pierwszych trzech częściach serii. Gracz poznaje szczegóły związane z pierwszymi turniejami. Tryb fabularny podzielony jest na 16 części – po jednej dla różnych z postaci. Części 1-5 opowiadają o pierwszym turnieju z pierwszej części Mortal Kombat. W częściach 7-11 opowiedziana jest fabuła MK2 a 12-16 MK3. Oryginalna linia została jednak wzbogacona także o nowe wątki. Przykładowo, przemienieni w roboty zabójcy Lin Kuei, którzy pojawili się w trzeciej części serii, na początku MK9 pojawiają się jeszcze jako ludzie. Każda z części trybu fabularnego składają się z czterech walk rozgrywanych przez jedną postać. Wyjątkiem jest część piąta rozgrywana przez Liu Kanga (składa się z pięciu walk) część jedenasta u Kung Lao (kończy się walką rozgrywaną nie Kung Lao a Liu Kangiem).

## Postacie
W grze występuje początkowo 25 zawodników – wszyscy z części od MK do MK3. Do odblokowania poprzez tryb fabularny są też dwie postacie – Cyber Sub-Zero mający swój debiut w tej części i Quan Chi pochodzący z MK4. Do niegrywalnych postaci zaliczają się też sub-bossowie: Kintaro i Goro, a także boss – Shao Kahn.
Wypuszczono także cztery postacie DLC. Rain z MK3 i Kenshi z MKDA to postacie należące do uniwersum MK (Dla Kenshiego i Quan Chi to pierwsza część w trybie 2D w której występują). Są także: Skarlet (która powstała na podstawie plotki spowodowanej błędem w MK2, z powodu którego kostium Kitany otrzymywał szkarłatną barwę) i Freddy Krueger, postać z horroru "Koszmar z ulicy Wiązów". W wersjach gry na PS3 występuje również ekskluzywna postać Kratosa z God of War.
Wypuszczono także szereg bonusów dodający stroje do postaci. Noob Saibot, Smoke, Scorpion, Sub-Zero, Reptile i Ermac otrzymali standardowy kostium ninja z pierwszych części (z czego Sub-Zero, Scorpion i Reptile otrzymali też jedno swoje fatality z MK lub MK2). Także Kitana, Mileena i Jade otrzymały kobiece stroje ninja z MK2 i MK3. Dodano też stroje robotów Cyraxowi, Sektorowi, a później także Cyber Sub-Zero. Wypuszczono także nowy strój dla Sub-Zero zainspirowany niezamaskowaną postacią Sub-Zero z MK3.
W wersjach gry na PSVita postacie Kenshi i Rain otrzymają także jeszcze jeden strój.
Łącznie, w MK9 występuje 35 postaci:
- Scorpion
- Liu Kang
- Kung Lao
- Sub-Zero
- Sindel
- Ermac
- Reptile
- Kitana
- Johnny Cage
- Jade
- Mileena
- Nightwolf
- Cyrax
- Noob Saibot
- Smoke
- Sektor
- Sonya Blade
- Jax
- Kano
- Stryker
- Shang Tsung
- Baraka
- Kabal
- Raiden
- Cyber Sub-Zero
- Sheeva
- Quan Chi
- Kratos (tylko na PS3 i PS Vita)
- Goro
- Kintaro
- Shao Kahn
- Skarlet
- Kenshi
- Rain
- Freddy Krueger